# Rudi Trögl
Rudi Trögl (* 25. September 1958 in Ingolstadt) ist ein deutscher Jazzgitarrist.

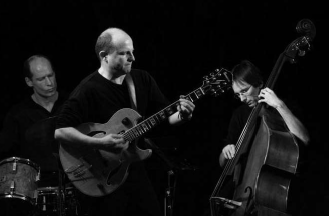
Rudi Trögl Trio

## Werdegang
Trögl absolvierte sein Abitur 1979 am musischen Gabrieli-Gymnasium Eichstätt. Er nahm unter anderem Unterricht bei den klassischen Gitarristen Alfred Winkelbauer, Hans Koch und Harald Lillmeyer. Seine Musik wurde zunächst durch den irischen Bluesrockgitarristen Rory Gallagher beeinflusst, später durch die Jazzgitarristen Joe Pass und Pat Metheny. 1973 gründete er die Bluesrockformation Back to the roots mit der er einige Konzerte gab. Auch mit der Jazzband Sundown, und im Duo mit der Jazzsängerin Petra Welteroth war er auf der Bühne zu sehen. Seit 2005 ist er Leiter der Musikschule e.V. Eichstätt.

## Wirken
1993 gründete er das bis heute bestehende Rudi Trögl Trio. Neben ihm spielen Rainer Hasenkopf (Kontrabass, E-Bass) und Helmut Welser (Schlagzeug), größtenteils Eigenkompositionen und Neubearbeitungen von  Jazzstandards. 1994 traten sie im Vorprogramm der Dave Liebman Group im Diagonal in Ingolstadt auf. 1996 und 2002 folgten Konzerte im Birdland Jazzclub in Neuburg. 1997 spielte das Rudi Trögl Trio im Vorprogramm von Clark Terry bei Jazz an der Donau in Neuburg. 1998 traten sie in der Unterfahrt in München auf. Zwischen 1998 und 2004 sah man das Trio beiincontri in Rohrbach; zwischen 1995 und 2004 erfolgten Auftritte beim  Bayerischen Jazzweekendfestival in Regensburg sowie von 1994 bis 2002 auf den Ingolstädter Jazztagen. 2004 folgte ein Auftritt beim Swing- und Dixiefestival in Ingolstadt.

## Preise und Auszeichnungen
- 1996: Jazzförderpreis der Stadt Ingolstadt

## Diskografie
- 1981/1982 – Plattenaufnahmen mit der Münchner Chansonsängerin Claude Akire(Quand Biron voulut danser und Entre, la belle, en vigne)
- 1985 – Veröffentlichung der Schallplatte Rudi Trögl-Sundown
- 1997 – Veröffentlichung der CD Rudi Trögl’s Coloured Mind
- 2006 – DVD Horizonte, Rudi Trögl Trio mit dem Künstler Werner Kapfer

## Bücher
- Dux 881 – Pop, Songs & Oldies Bd. 1, bearbeitet von Rudi Trögl
- Dux 882 – Pop, Songs & Oldies Bd. 2, bearbeitet von Rudi Trögl
- Dux 883 – Pop, Songs & Oldies Bd. 3, bearbeitet von Rudi Trögl